# 旭川常盤ロータリー

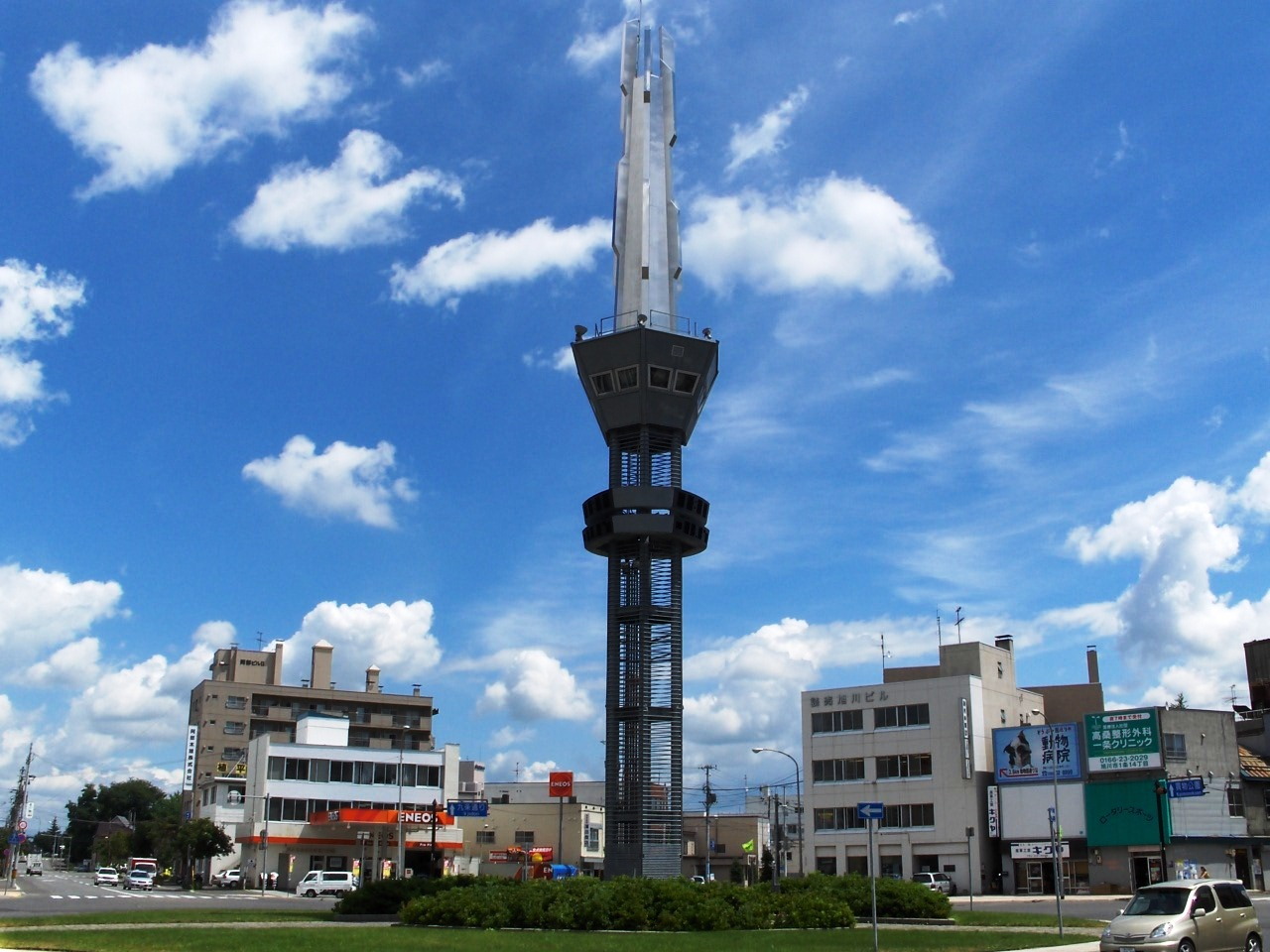
旭川常盤ロータリー（2006年7月）

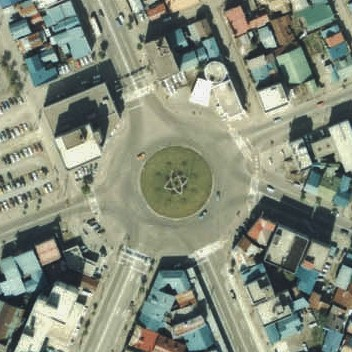
旭川常盤ロータリー。（1977年度撮影）

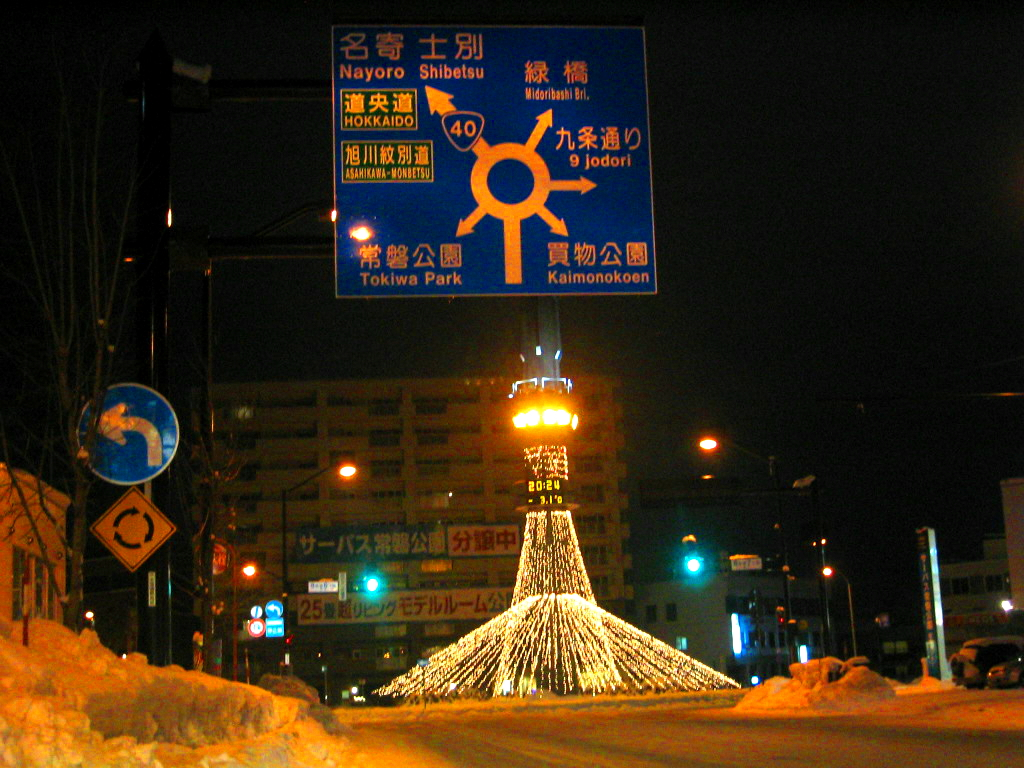
旭川駅方面（国道40号）から見た道路案内標識・警戒標識（2007年12月）

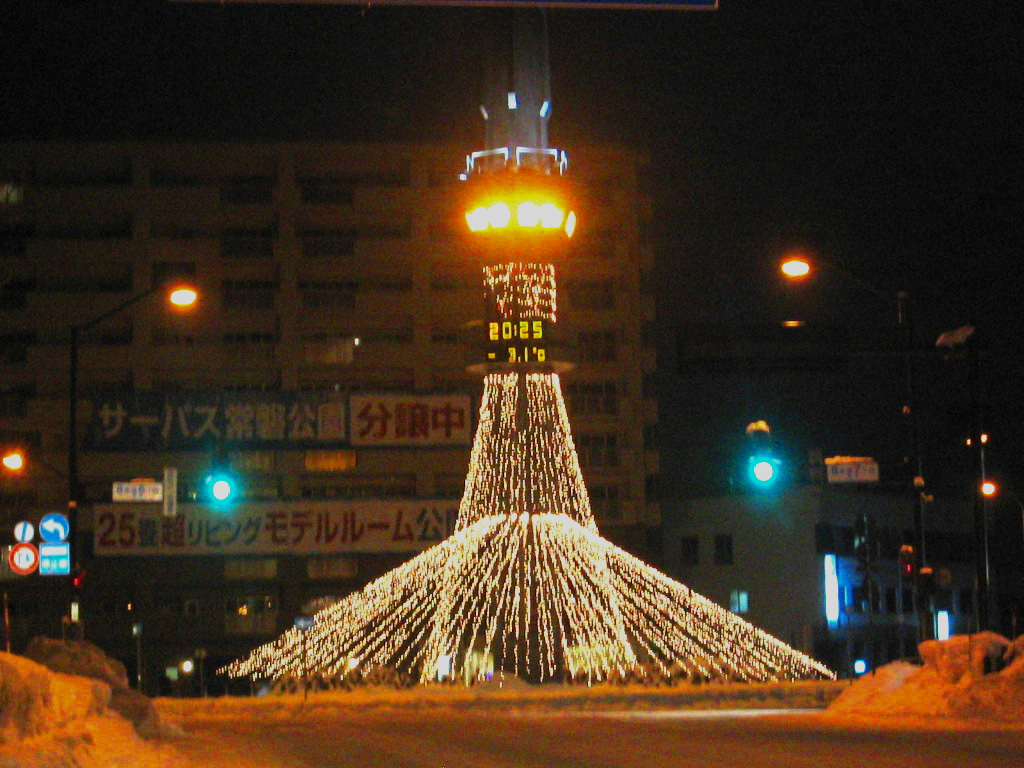
シンボルタワーのイルミネーション（2007年12月）

旭川常盤ロータリー（あさひかわときわロータリー）は、北海道旭川市常盤通1丁目にあるロータリー交差点。ロータリーからは国道40号を含む6本の道路が分かれている。ロータリー中央部には広場があり、シンボルタワーが聳え立っている。日本最大のロータリー式交差点。Netflixドラマ『First Love 初恋』のロケ地にもなり、観光客も訪れている。

## 概要
ロータリー内では国道40号からの出入りが最優先されており、ラウンドアバウトの運用にはなっていない。また、国道40号両方面と常磐公園方面の出入り部分には歩行者用信号が設けられているが、ロータリーから出る車については、左折扱いになるため、自動車用信号が赤であっても横断歩道に歩行者がいなければ横断歩道を通過することができる。ロータリー出口側の道路上に停止線が無いためこのような状態が長年にわたって行われている。
かつては、ロータリーから出る車も、赤信号で停止していたが、交通量が増えロータリー内で滞留するようになったため、警察署の指導で運用が変更された。
買物公園へ向かう道路は『北海道音楽大行進』の際、宮下通まで行進する音楽隊のスタート地点となることがある。近隣には道北経済センター（旭川商工会議所）、常磐公園（旭川市中央図書館、旭川市公会堂、上川神社頓宮）などがある。
中央の広場は3つの通路があり、緑地となっている。ロータリー周辺からこの中央部へ直接渡る横断歩道などは無い。また、中央のシンボルタワーは関係者のみが立ち入りできる。タワーの上部には照明灯の他、現在の時刻と気温を表す電光掲示板が取り付けられている。冬になると照明灯部分から電球の並んだ線が放射状に広場の地面へと取り付けられ、イルミネーションを楽しむことができる。2000年（平成12年）1月にはロータリー商店会が発足、常盤ロータリー周辺地域の活性化に努めている。

## 歴史
1936年（昭和11年）に東京以北では初のロータリー交差点として建設された。竣工当時はロータリー状の交差点のみが設けられ、中央部のシンボルタワーはまだ存在していなかった。完成より以前、ロータリーのある場所は牛朱別川が流れる場所であったが、たびたび氾濫や洪水が起こったためその被害に悩まされていた。その当時は「常盤橋」という橋がかかっていたが、その後1932年（昭和7年）に洪水の多い牛朱別川への対策として切り替え・埋め立て工事が行われた。この埋め立て部分が現在ロータリーのある場所となっている。
旭川市にロータリー交差点は必要ないという非難の声もあがったが、複数の車道が集まった場所における交通を緩やかにするためロータリー交差点を建設した。建設当時の名称は「常盤広場」であり、現在のように広場を中心として円形の車道が設けられていたが、中心に旭橋方面を通過する線路が敷かれており、1930年（昭和5年）に開通した旭川市街軌道師団線の路面電車が走っていた。
1950年（昭和25年）に『北海道開発大博覧会』が開催。旭川市内でも常磐会場が設けられ、博覧会を記念してロータリーの中心部に鉄塔が建設された。当時は「平和塔」という名称で、塔の下部は路面電車が通過できるように設計されていた。電車が通過する部分の真上に円盤状の屋根がついたデザインの鉄塔であり、現在のようなオブジェは無かった。その後1956年（昭和31年）6月9日に師団線が廃止となり、それに伴い平和塔も解体された。
1985年（昭和60年）、現在ある高さ35m、幅6mのロータリーシンボルタワーが竣工。鉄柱の上に建てられている銀色のオブジェは、氷や雪、氷柱に代表される旭川の自然を表現したものとなっている。2000年（平成12年）から「あさひかわ街あかりイルミネーション」の一環として中心のシンボルタワーから広場の円周へ向け、放射状に電球が取り付けられた。以降、冬期間は緑橋通からロータリーを通過し旭橋に至るまで、道路沿いに並ぶ木々やシンボルタワーに毎年照明が取り付けられている。

## 黄色いハンカチ運動
2003年（平成15年）に自衛隊イラク派遣に関する「イラク特措法」が成立、旭川市に拠点を置く陸上自衛隊第2師団から第1次派遣部隊として隊員が派遣されることとなった。そこで旭川商工会議所副会頭でスーパーマーケット運営会社「ふじ」（現・道北アークス）会長の六車寛が、自衛隊員応援を目的として「黄色いハンカチ有志の会」を旭川市内の財界人と共に設立。地元の自衛隊員が無事帰還できることを祈り行う「黄色いハンカチ運動」の一環として、2004年（平成16年）1月27日にシンボルタワーの照明下部から全168枚の黄色いハンカチが掲げられた。
この黄色いハンカチは50×50cmの布で、タワーから地上まで全6本のロープに結びつけられたハンカチを、旭川市内の建設業者たちがボランティアで掲げたものである。当日にはロータリー交差点沿いに位置する旭川商工会議所の前で掲揚式が行われた。この式典には黄色いハンカチ運動に賛同したおよそ60人の市民が集まった。また、商工会議所ではハンカチの販売も行った。ハンカチが掲げられて以降、市内を中心に黄色いハンカチの配布や建造物への掲揚を促す運動が行われ、同年の『旭川冬まつり』では黄色い幟が立ち並んだ。
これら有志の会や運動は1977年（昭和52年）の映画『幸福の黄色いハンカチ』にあやかり行われたものであるが、同映画の監督山田洋次は、自衛隊員を送り出す際に黄色いハンカチが使用される点について苦言を呈している。
2004年（平成16年）5月31日、イラク復興支援部隊の隊員たちが無事に旭川へ帰還。帰国した隊員たちが旭川空港から駐屯地へ帰還するのを見届けたのちタワーに掲げられていた黄色いハンカチは下ろされ、黄色いハンカチ有志の会は解散となった。活動を終了させた背景には、第二次派遣部隊の陸上自衛隊第11師団が位置する札幌市でも同様の運動が行われたことが挙げられる。